# Pradawny ląd 8: Wielki chłód
Pradawny ląd 8: Wielki chłód (ang. Land Before Time VIII, The Big Freeze) – amerykański film animowany dla dzieci.
Opowiada dalszych losach pięciu dinozaurów: Liliputa (apatozaur), Cery (triceratops), Pterusia (pteranodon), Kaczusi (zaurolof) i Szpica (stegozaur).

## Opis fabuły[1]
Do Wielkiej Doliny przybywa stado migrujących stegozaurów. Szpic, po kłótni z Kaczusią, zaprzyjaźnia się z jednym z nich, a potem dołącza do ich stada. Pewnej nocy spada śnieg, który pokrywa całą. Wobec braku pokarmu, stegozaury decydują się opuścić dolinę. Szpic postanawia towarzyszyć pobratymcom. Kaczusia zaczyna tęsknić za przybranym bratem i wyrusza śladem stada, chcąc namówić Szpica do powrotu. Liliput, Cera i Pteruś postanawiają iść za nią.

## Obsada oryginalna
- Thomas Dekker - Liliput (głos)
- Aria Noelle Curzon - Kaczusia (głos)
- Rob Paulsen - Szpic / Przywódca stegozaurów (głos)
- Jeff Bennett - Pteruś / Corythosaurus (głos)
- Anndi McAfee - Cera (głos)
- Kenneth Mars - dziadek (głos)
- Susan Krebs - matka Tippy (głos)
- Robert Guillaume - pan Thicknose (głos)
- John Ingle - ojciec Cery (głos) (narrator)
- Tress MacNeille - mama Kaczusi / mama Pterusia (głos)
- Jeremy Suarez - Tippy (głos)
- Miriam Flynn - babcia (głos)